# Veronica cryptomorpha
Veronica cryptomorpha är en grobladsväxtart som först beskrevs av Bayly, Kellow, G.E.Harper och Garn.-jones, och fick sitt nu gällande namn av Garn.-jones. Veronica cryptomorpha ingår i släktet veronikor, och familjen grobladsväxter. Inga underarter finns listade i Catalogue of Life.